# گورگن آدامیان
گورگن لوونی آدامیان (ارمنی: Գուրգեն Լևոնի Ադամյան؛  زادهٔ ۷ دسامبر ۱۹۱۱ - درگذشته ۲۸ سپتامبر ۱۹۸۷) نوازندگان ویلونسل اهل ارمنستان بود.

## زندگی‌نامه
وی در ۲۰ دسامبر [سبک قدیمی: ۷ دسامبر] ۱۹۱۱ در اودسا به دنیا آمد و از کنسرواتوار دولتی کومیتاس ایروان (۱۹۳۲) و کنسرواتوار دولتی چایکوفسکی مسکو (۱۹۳۷) فارغ‌التحصیل گشت. وی همچنین برنده جوایزی همچون هنرمند مردمی ارمنستان شوروی شد. وی در ۲۸ سپتامبر ۱۹۸۷ در سن ۷۵ سالگی در ایروان درگذشت و در آرامستان مرکزی ایروان (توخماخ) به خاک سپرده شد